# ملتهمة الحمض الترابية
ملتهمة الحمض الترابية (الاسم العلمي: Acidovorax soli) هي نوع من البكتيريا، سلبية الغرام، تتبع جنس ملتهمة الحمض.